# Великая Чума во время Северной войны

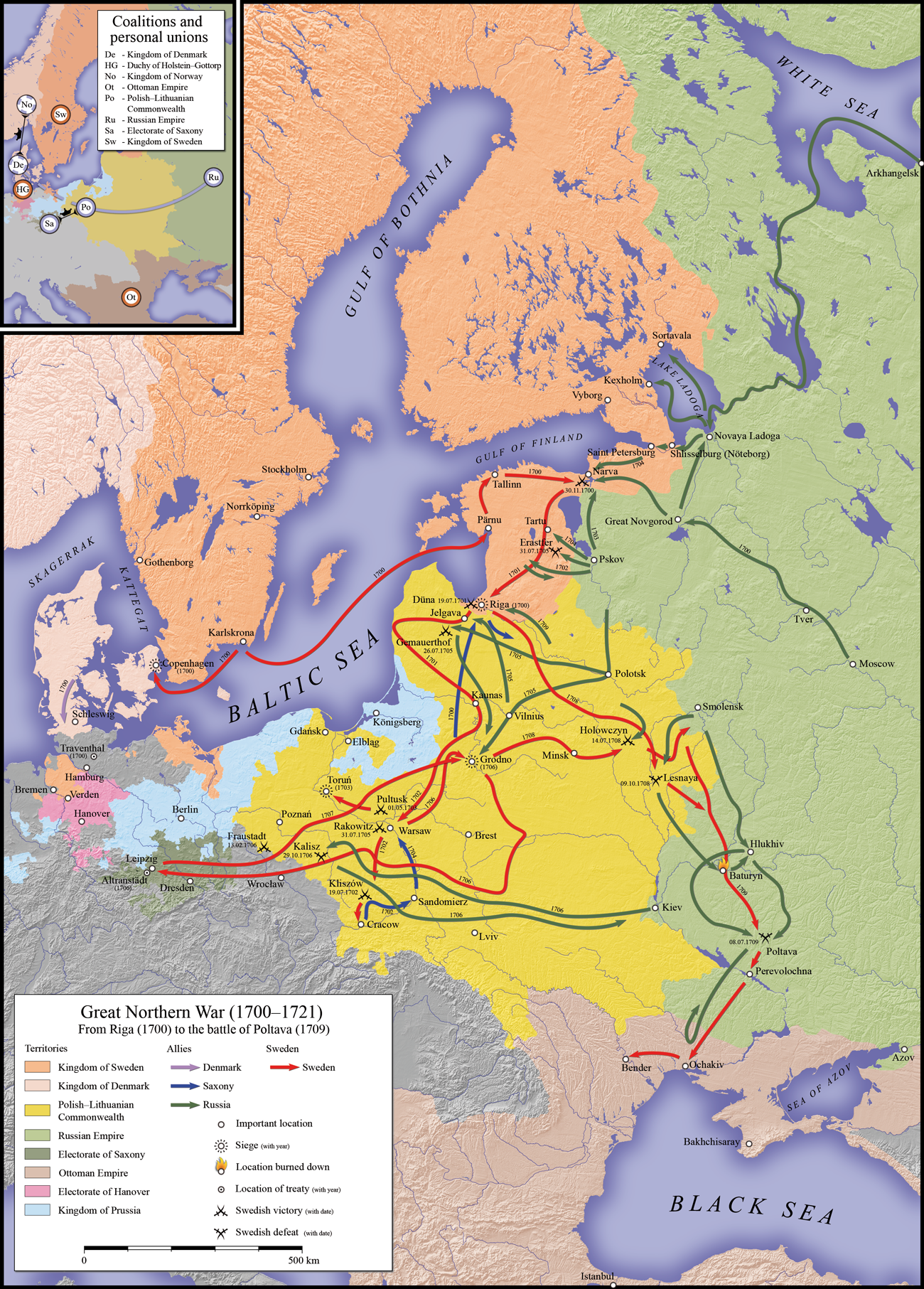
Первый этап Северной войны (1700—1709 год).

Во время Великой Северной войны (1700—1721 гг.) во многих городах и районах Балтийского моря и Восточно-Центральной Европы произошла сильная вспышка чумы с пиком с 1708 по 1712 г.. Эта эпидемия, вероятно, была частью пандемии, поразившей регион от Средней Азии до Средиземноморья. Скорее всего, через Стамбул она распространилась в Пиньчув на юге Речи Посполитой, где она была впервые зарегистрирована в шведском военном госпитале в 1702 г. Затем чума следовала за торговыми, туристическими и армейскими путями, достигла побережья Балтийского моря в Пруссии в 1709 году, к 1711 г. она поразила районы вокруг Балтийского моря, через год достигла Гамбурга. Таким образом, ход войны и течение чумы взаимно влияли друг на друга: хотя солдаты и беженцы часто были разносчиками чумы, число погибших как среди военных, так и среди обезлюдевших городов и деревень иногда серьёзно влияло на способность противостоять силам противника или снабжать собственные войска.
Эта чума была последней, поразившей территорию вокруг Балтийского моря, которая пережила несколько волн чумы после Черной смерти XIV в. Однако для некоторых районов оно стала самой тяжелой. Люди умирали в течение нескольких дней после появления первых симптомов. Особенно на восточном побережье от Пруссии до Эстонии среднее число погибших на обширных территориях составляло до 2/3 или 3/4 населения, многие фермы и деревни остались полностью заброшенными. Однако трудно провести различие между смертью от истинной чумной инфекции или голода с другими болезнями, распространяющихся вместе с чумой. В то время как бубоны регистрируются среди симптомов, современные средства диагностики были плохо развиты, а записи о смерти часто неспецифичны, неполны или утеряны. Некоторые города и районы были поражены только в течение одного года, тогда как в других местах чума повторялась ежегодно в течение нескольких последующих лет. В некоторых районах зафиксировано непропорционально высокое число погибших детей и женщин, что может быть связано с голодом и призывом мужчин в армию.
Поскольку причина чумы была неизвестна современникам, а предположения простирались от религиозных причин о «плохом воздухе» до зараженной одежды, единственным средством борьбы с болезнью было сдерживание, чтобы отделить больных от здоровых. Вокруг зараженных городов, таких как Штральзунд и Кенигсберг, были установлены санитарные кордоны; один был также основан вокруг всего герцогства Пруссия, а другой — между Сканией и датскими островами вдоль пролива, с Сальтхольмом в качестве центральной карантинной станции. Внутри или перед городскими стенами были установлены «чумные дома» для карантина инфицированных людей. Примером последнего является Шарите, позволившая Берлину избежать чумы.

## Предыстория
Локальные вспышки чумы сгруппированы в три пандемии чумы, при этом соответствующие даты начала и окончания, а также отнесение некоторых вспышек к той или иной пандемии до сих пор являются предметом обсуждения. По словам Джозефа П. Бирна из Белмонтского университета, пандемии были:
- первая пандемия чумы (541 — ок. 750 гг.) распространившаяся из Египта в Средиземное море (начиная с чумы Юстиниана) и северо-западную Европу[2]
- вторая пандемия чумы (ок. 1345 — ок. 1840 гг.), распространившаяся из Центральной Азии в Средиземноморье и Европу (начиная с Чёрной смерти), а также, вероятно, в Китай[2]
- третья пандемия чумы (1866—1960-е гг.) распространившаяся из Китая в различные места по всему миру, особенно на западное побережье США и Индию.[3]

Однако позднесредневековую Чёрную смерть иногда рассматривают не как начало второй, а как конец первой пандемии — в этом случае началом второй пандемии будет 1361 г.; даты окончания второй пандемии, указанные в литературе, также различаются, например, ок. 1890 г. вместо ок. 1840 .
Чума во время Великой Северной войны подпадает под вторую пандемию, которая к концу XVII в. окончательно повторилась в Западной Европе (например, Великая чума в Лондоне 1666—1668 гг.), А в XVIII в. последовали рецидивы в остальной части Европы. (например, чума во время Северной войны в районе Балтийского моря, Великая марсельская чума 1720—1722 гг. в южной Европе и русская чума 1770—1772 гг. в Восточной Европе), впоследствии ограничиваясь менее серьёзными вспышками в портах Османской империи до 1830-х годов.
В конце XVII в. чума отступила из Европы, в последний раз появляясь в Северной Германии в 1682 году и исчезнув с континента через два года. Последующая волна, обрушившаяся на Европу во время Великой Северной войны, скорее всего, возникла в Средней Азии и распространилась в Европу через Анатолию и Константинополь в Османской империи. Георг Штикер назвал эту эпидемию «12-м периодом» эпидемий чумы, впервые зарегистрированной в Ахмадабаде в 1683 г. и до 1724 г. охватившей территорию от Индии, Персии, Малой Азией, Леванта и Египта до Нубии и Эфиопии, Марокко и южной Франции, а с другой стороны — Центрально-Восточной Европой вплоть до Скандинавии Константинополь был достигнут в 1685 году и оставался очагом заражения в последующие годы.С 1697 г. в Речь Посполитую эпизодически проникала чума, однако её волна, встретившаяся с армиями Великой Северной войны и последовавшая за ними, впервые была зарегистрирована в 1702 г.
Наряду с чумой во время войны распространились и другие болезни, такие как дизентерия, оспа и сыпной тиф, причем, по крайней мере, в некоторых регионах население сталкивалось с ними во время голода. Уже в 1695—1697 годах сильный голод поразил Финляндию (умерло от 1/4 до 1/3 населения), Эстонию (умерло около 1/5), Ливонию и Литву (где голод а также эпидемии и войны убили половину населения между 1648 и 1697 гг.). Кроме того, зима 1708—1709 гг. была исключительно долгой и суровой; в результате чего в Дании и Пруссии озимые семена вымерзли насмерть, и весной почву пришлось снова вспахивать.

## Польша

### 1702—1706 г. Юг
К 1702 году войска шведского Карла XII отбросили и преследовали армии курфюрста Саксонии, короля Польши и великого князя литовского Августа Сильного, нанеся им поражение в июле при Клисове близ Пинчува на реке Нида на юге Польши. В своем военном госпитале в Пиньчуве шведские солдаты столкнулась с чумой, что было зафиксировано на основании отчетов «надежных людей из той самой земли» данцигским врачом Иоганном Кристофом Готвальдом. В Польше чума вспыхивала в разных местах до 1714 г.
В течение следующих двух лет чума вспыхнула на Рутении, Подолии и Волыни, при этом в Лемберге в 1704—1705 гг. от чумы умерло около 10 тыс. человек (40 % жителей). С 1705 по 1706 г. случаи чумы также были зарегистрированы в Коломые, Станиславе, Стрые, Самборе, Перемышле и Ярославе.

### После 1706 г
После шведского вторжения Речь Посполитая находилась в состоянии гражданской войны между поддерживавшей шведского ставленника Станислава Лещинского Варшавской и Сандомирской конфедерациями.
В 1707 г. чума достигла Кракова, где, разным оценкам умерло: за три года — 12 — 20 тыс. человек, и 18 тыс. за два года (большинство в 1707 г.). Из Кракова чума распространилась на окрестности Малой Польши, Мазовию (включая Варшаву) и Великую Польшу с городами Острув, Калиш и Познань. В Варшаве в период с 1707 по 1710 г. от ежегодно повторяющихся эпидемий чумы умерло 30 тыс., Познань потеряла около 9 тыс., около двух третей из 14 000 жителей, из-за чумы между 1707 и 1709 годами. В 1708 году чума распространилась на север, в раздираемом войной городе Торн в Королевской Пруссии погибло более 4 тыс.
Когда известия о чуме в Польше прибыли в нейтральное Прусское королевство, там были приняты меры предосторожности для предотвращения её распространения. С 1704 г. медицинские справки были обязательными для путешественников из Польши. С 1707 г. вокруг границы бывшего герцогства Пруссия простирался широкий санитарный кордон, пересекавшие прусский эксклав подвергались карантину. Однако граница была длинной и лесистой, и не все дороги можно было охранять; из-за этого были снесены мосты, второстепенные дороги заблокированы, было приказано вешать избегавших охраняемых переходов людей и сжигать/окуривать все поступающие товары. Однако было много исключений для людей с поместьями по обе стороны границы или аналогичным ремеслом, которым разрешался свободный проход.

## Балтика (1708—1713 гг.)

### Пруссия

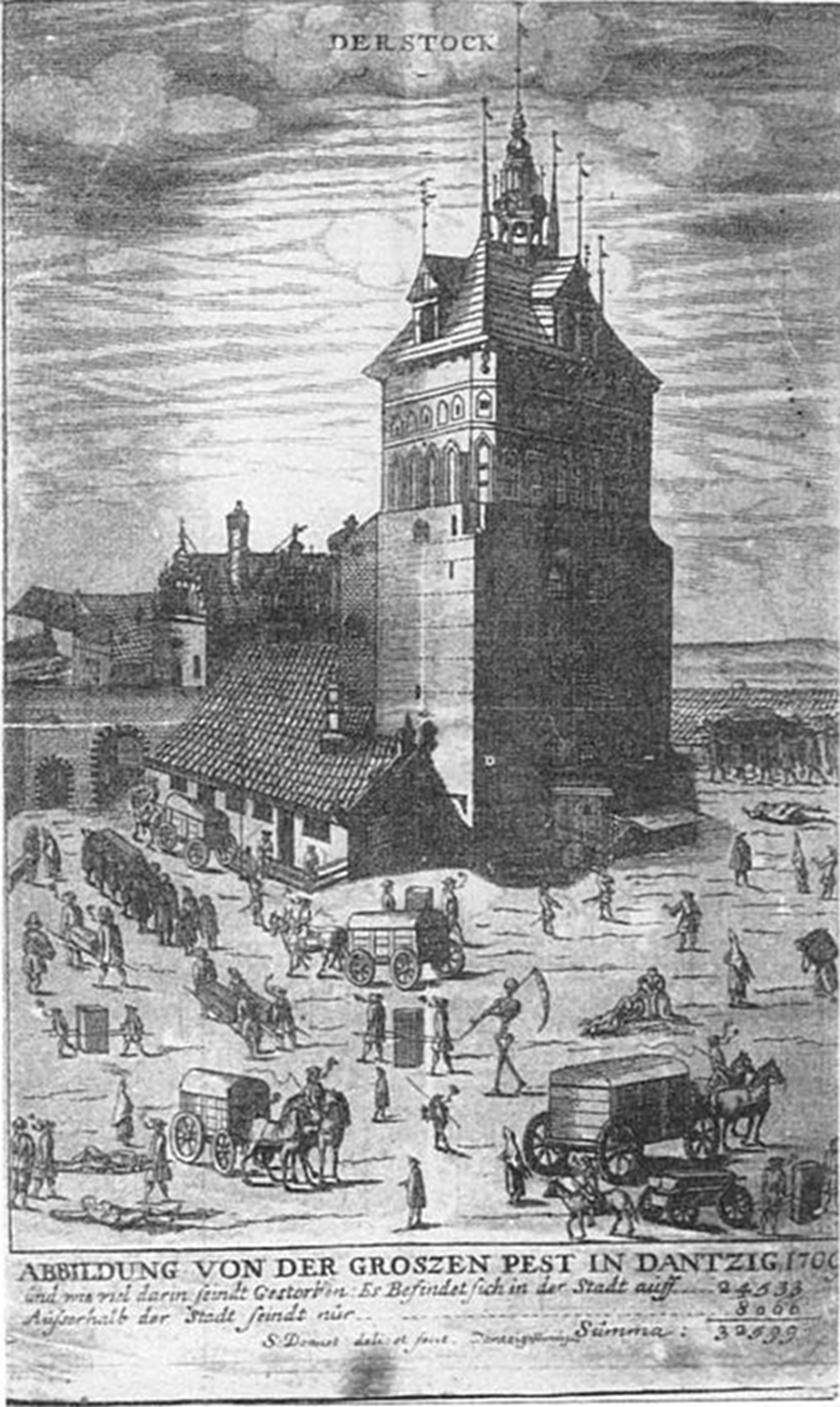
Гравюра Иллюстрация Великой чумы в Данциге (Гданьске) 1709 г. современника Сэмюэля Доннета на дереве с аннотацией и указанием числа погибших.

Через несколько дней после того, как прусский чиновник в Зольдау передал информацию о том, что 18 августа 1708 г. чума достигла деревни Пекелко на польской стороне границы, эпидемия перекинулась в деревню Биалюттен на прусской стороне, убив большую часть его жителей в течение месяца. В ответ прусские власти окружили деревню частоколом; однако выжившие во главе с местным священником уже укрылись в близлежащем лесу. 13 сентября 1708 г. прусский чиновник из Хохенштейне сообщил, что чума была занесена в этот небольшой пограничный город вернувшимся с польской службы сыном местного шляпника, к декабрю там умерло 400 человек. В то время как чума утихла во время суровой зимы, из-за военных пожертвований и призыва на военную службу еды стало не хватать, а санитарный кордон и соответствующие ограничения были сняты указом от 12 июля 1709 г.
В январе 1709 г. чума достигла Пиллупёнена на востоке Пруссии , а к концу зимы — Данцига. В значительной степени автономный, протестантский и немецкоязычный город в польской Королевской Пруссии, Данциг стал одним из крупнейших городов в районе Балтийского моря из-за своего положения в качестве узла между польской торговлей через Вислу и международной торговле через Балтику. Хотя до сих пор город избегал участия в войне, конфликт повлиял на него косвенно, сократив объём торговли, увеличив налоги и нехватку продовольствия. Городской совет принял двойную стратегию: активно преуменьшать значение чумы для внешнего мира, особенно для торговых партнеров Данцига, тем самым оставляя город открытым и позволяя международной и местной торговле продолжаться с небольшими ограничениями, и в то же время снять ограничения на захоронения в связи с нехваткой гробов и гибели многих могильщиков, были созданы чумные дома и новые кладбища. Также была создана «санитарная комиссия» для организации противочумных мероприятий, например, сбора еженедельных отчётов от врачей и снабжения больных едой. До конца мая казалось, что чума не будет такой тяжелой, и отчеты санитарной комиссии были в открытом доступе. Однако болезнь не была локализована и распространилась из чумных домов в более бедные пригороды и окрестности, и с начала июня число погибших значительно возросло. Затем отчеты комиссии по здравоохранению были засекречены. Когда в декабре 1709 г. чума навсегда покинула Данциг, она забрала с собой половину его жителей.
Следующим крупным городом к востоку от Данцига был Кенигсберг в Восточной Пруссии, который до этого извлекал выгоду из войны, взяв на себя часть шведской и польской ливонской торговли. В рамках подготовки к чуме была создана комиссия по здравоохранению (лат. Collegium Sanitatis), в которую вошли врачи из университета и ведущие гражданские и военные чиновники города. Чума прибыла в августе 1709 г., скорее всего, её принес данцигский моряк. Провинциальное правительство было сослано в Велау, а канцлер Георг Фридрих фон Крейтцен остался в Кенигсберге и продолжал работать председателем собиравшейся ежедневно Collegium Sanitatis. На городских стенах стояли военные, бюргеры были призваны в районную стражу, нанятый медицинский и другой персонал был одет в чёрную вощеную одежду и размещен в отдельных зданиях. Хотя сначала городские власти преуменьшали значение чумы, которая достигла пика в начале октября, а затем пошла на спад, от этого подхода отказались, когда в ноябре число погибших снова начало значительно расти. Без предварительного публичного объявления вокруг города был установлен санитарный кордон, полностью изолировавший его от окружающей сельской местности с 14/15 ноября по 21 декабря 1709 г.. Когда чума полностью отступила из Кенигсберга к середине 1710 г., умерло более 25 % его населения — 9,5 тыс. горожан.
Расположенный между Данцигом и Кенигсбергом город Эльблонг был заражен в конце сентября 1709 г., вероятно, приехавшими из Силезии сапожниками. Необычная по сравнению с чумой в других местах, чума Эльбинга достигла пика в октябре 1709 г., утихла зимой, снова достигла пика весной 1710 г., угасла летом и в последний раз достигла пика осенью, прежде чем исчезнуть зимой. Ежегодно она убивала около 1,2 тыс. человек или 15 % населения. Это побудило историка Карла-Эрика Франдсена предположить, действительно ли бушевавшая в Эльбинге болезнь была чумой, однако её тщательный анализ затруднен из-за потери городских записей о чуме во время Второй мировой войны. С другой стороны, некоторые эльблонгские бюргеры наживались на чуме в соседних городах, поскольку местным шкиперам разрешалось входить в незараженные дома в Кенигсберге и они «осуществляли незаконную, но, вероятно, очень полезную и прибыльную торговлю между Кенигсбергом и Данцигом». Эльблонг защитил свое население, охраняя стены и введя 40-дневный карантин для въезжающих.
Однако Восточная Пруссия, где чума впервые случилась в конце 1708 г. и вернулась с 1709 по 1711 г., потеряла от 200 до 245 тыс. человек (общее население провинции составляло 600 тыс.). Крестьяне были ослаблены неурожаем и страдали от высоких налогов: в то время как 38,4 % подданных короля Фридриха жили в Восточной Пруссии, доходы от этой провинции составляли лишь 16,4 % от дохода королевства к концу XVII в., после этого налоги для крестьян были увеличены на 65 % с начала войны в 1700 году до вспышки чумы в 1708 году. Когда суровая зима 1708/09 г. уничтожила озимые семена, дизентерия и голодный тиф ещё больше ослабили население, «крестьянам было легко молиться о чуме, так как их физическое состояние было плачевным». 10,8 тыс. ферм было заброшено.
Особенно сильно пострадали регионы со значительным не немецким населением: Мазурия на юге, а также восточные уезды со значительным литовским крестьянским населением. Около 128 000 человек умерло в амтах Инстербурга, Мемеля, Рагнита и Тильзита, а за время чумы количество полностью населенных литовцами деревень сократилось с 1830 до 35. В то время как коренное, в том числе литовское население, было включено в последующие меры по репопуляции, этнический состав провинции изменился с заселением преимущественно немецкоязычными иммигрантами, большинство из которых были ищущими убежища от религиозных преследований протестантами (нем. Exulanten).

### Брандербург
В ноябре 1709 г. возвращаясь в Берлин со встречи с русским царем Петром Великим, у прусского короля Фридриха I произошла странная встреча с душевнобольной женой Софией Луизой, которая в белом платье и окровавленными руками указывала на него со словами: Чума пожрёт царя Вавилона. Поскольку существовала легенда о предсказывающей смерть Гогенцоллернов Белой Даме, Фридрих серьёзно отнесся к выходке своей жены и приказал принять меры предосторожности в отношении столицы. Среди других мер он приказал построить за городскими стенами чумной дом — Шарите.
Хотя чума в конце концов пощадила Берлин, она свирепствовала в 1710 г. северо-восточных районах Бранденбурга: Ноймарке, и Уккермарке (где чума пришла в Пренцлау 3 августа). Там прусские солдаты ввели карантин и заколотили дома, в которых жили инфицированные люди. К январю 1711 года 665 человек умерли от чумы в Пренцлау и были похоронены на городских стенах, а 10 августа 1711 г. карантин был снят.

### Померания
В августе 1709 года чума пришла в небольшой шведский поморский город Альтдамм на восточном берегу реки Одер, быстро убив 500 жителей. Расположенная на противоположном берегу реки столица шведской Померании Штеттин в ответ изолировал город охраняемым санитарным кордоном. Меры предосторожности, принятые в Шттеттине после прихода чумы в Данциг, включали ограничения для путешественников, особенно семей возвращающихся после Полтавской битвы из оккупированной Швецией Польши семей щведских солдат, а также запрет на продажу фруктов на городских рынках, поскольку считалось, что они являются переносчиками болезни. По словам Запника, жены вернувшихся солдат, которые контактировали с пораженными чумой районами вокруг Познани, скорее всего, и были переносчиками чумы в Померанию. После вспышки в Альтдамме соединяющий Штеттин со Старгардом в соседней прусской провинции Померания через этот населённый пункт почтовый маршрут был перенесен в Подеюх. Несмотря на меры предосторожности, чума вспыхнула к северу от Штеттина в Варшаво, а к концу сентября — и внутри стен Штеттина из-за заражённой горожанки, которая кормила своего сына в Альтдамме. Как и в Данциге, городской совет преуменьшил значение случаев чумы, чтобы не навредить торговле, но также создал комиссию по здравоохранению, чумные дома и нанял людей для работы с зараженными.
Ситуация обострилась в октябре 1709 года, когда в Померанию вошел шведский армейский корпус Эрнста Дитлева фон Крассова.Соединению вместе с частями польского короля Станислава не удалось усилить армию Карла XII из-за блокады со стороны русских и поляков под Лембергом, а после нанесённого тому поражения многие польско-литовские магнаты перешли на сторону Августа Сильного, и, преследуемый русскими и саксонскими войсками, корпус Крассова вместе с двором и семьёй Лещинского отступил на запад через пораженную чумой Польшу. Вопреки воле прусского короля, войска которого заняты в войне за испанское наследство, шведы переправились через Ноймарк и прусскую Померанию, чтобы 21 октября основными силами добраться до Альтдамма и меньшими силами — шведской границы у Волина, Голлнова и Грайфенхагена. Красов, за которым во время его марша следили и наблюдали прусские официальные лица, отрицал наличие у себя зараженных солдат. На встрече с прусским официальным лицом Шеденом он оправдал свой выбор маршрута через зараженный Альтдамм и, вероятно, заражённый Голлноу тем, что Голлноу вообще не заражён, а ситуация в Альтдамме разрешена путем создания военного коридора через город и отделение армии от жителей. Бывший в корпусе Горн добавил, что в Дамме после гибели 500 человек в течение трех недель никто из оставшихся 400 жителей не умер.
Вопреки заверениям Красова, часть его корпуса действительно была заражена чумой, и отступление с зараженных польских территорий осуществлялось в беспорядке: «орды безудержных солдат, лишенных достаточных припасов и движимые страхом преследования со стороны своих противников, вели себя так, как они обращались с вражеской территорией, когда они вошли в Шведскую Померанию».
Помимо Альтдамма и Штеттина, где погибло 2000 человек, чума с 1709 по 1710 г. опустошила Пазевальк (погибло 67 % жителей), Анклам и Каммин в шведской Померании и Бэльград в прусской Померании. С 1710 по 1711 г. чума поразила Штральзунд, Альтентрептов и Вольгаст (потеряли 40 % жителей) и Волин в Шведской Померании, а также в 1710 г. Штаргард и Бане в прусской Померании и Пренцлау. В 1711 году чума распространилась на Грайфсвальд.

### Литва, Ливония, Эстония

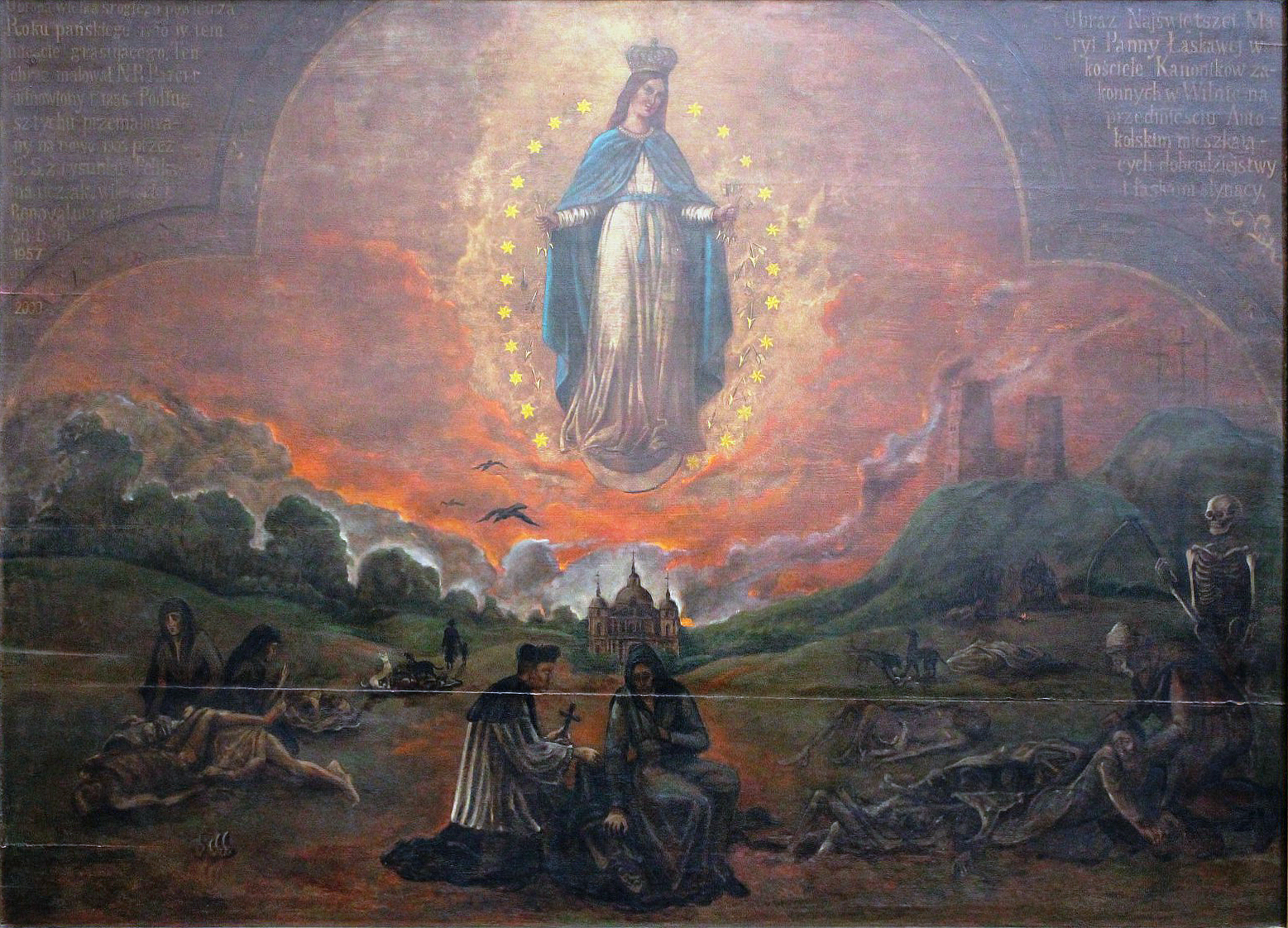
На картине о чуме в Вильнюсе изображена Мадонна делла Мизерикордия, держащая сломанные стрелы Божьего гнева (Костёл Святых Петра и Павла, Вильнюс).

В 1710 и 1711 гг. в Великом княжестве Литовском заболело 190 тыс. человек, из которых половина погибла. Столица и главный город Вильнюс страдал от чумы с 1709 по 1713 г. В 1709—1710 годах в городе погибло 23 — 33,7 тыс.; это число продолжало расти в последующие три года, когда многие голодающие из разоренной голодом и другими болезнями деревни нашли убежище в его стенах.
В бывших до 1710 г. театром боевых действий шведской Эстонии и Ливонии между 1709 и 1711 гг. от чумы погибло до 3/4 населения. Самым большим городом там была Рига, охраняемая гарнизоном в 12 000 человек, который после Полтавской битвы подвергся нападению русских войск во главе с Борисом Шереметевым. К ноябрю 1709 г. осада была снята; однако, когда в мае 1710 г. в городе разразилась чума, она вскоре перекинулась от ответчиков на русские осадные силы, заставив последних отступить за санитарный кордон. Когда чума распространилась в шведском Дюнамюнде вверх по течению Западной Двины и разрушили надежды защитников на помощь, чума и голод настолько распространились в городе, что в живых из гарнизона осталось всего 1,5 тыс. 5/15 июля по старому и новому стилю они сдали город Шереметеву, который доложил царю о 60 тыс. убитых в Риге и 10 тыс. погибших своих солдатах. В то время Франдсен отвергает данные по Риге как «скорее всего сильное преувеличение», давая приблизительную оценку в 20 тыс. к окончанию чумы в октябре, число русских смертей по его мнению было «ближе к истине». Дюнамюнде сдался 9/19 августа, когда осталось лишь несколько офицеров и 64 здоровых и около 500 больных солдат.
Современники считали, что чума в Риге продолжалась потому, что после окончания осады приток свежего воздуха завихрился и ещё больше распространил чумной дурной воздух по всему городу. Некоторые русские меры, однако, способствовали распространению чумы: Шереметев разрешил 114 шведским правительственным чиновникам выехать в Дюнамюнде, а оттуда в Стокгольм с семьями и домочадцами, тем самым позволив им забрать с собой чуму; а также отправил больных пленных солдат на остров Эзель у побережья Эстонии, в то время как здоровые были включены в русский корпус. Беженцы из Дюнамюнде принесли чуму на остров Эзель, где из-за болезни обезлюдела крепость Аренсбург.
К главному городу шведской Эстонии Ревелю в августе 1710 года подошли 5000 русских солдат Родиона Баура, и по решению местных властей и дворян он капитулировал 30 сентября. За его стенами в августе проживало около 20 тыс. человек из постоянных жителей, солдат, беженцев и жителей окрестных деревень, которые были разрушены 18 августа осаждёнными. К середине декабря около 15 тыс. из них умерли от чумы, число жителей сократилось до 1,99 тыс. внутри стен и 200 в близлежащих деревнях. Остальные либо бежали, либо, как в случае с уцелевшими шведскими солдатами и некоторыми горожанами, им было разрешено после капитуляции уплыть в Финляндию, перенеся чуму и туда.

### Готланд, Финляндия и Центральная Швеция

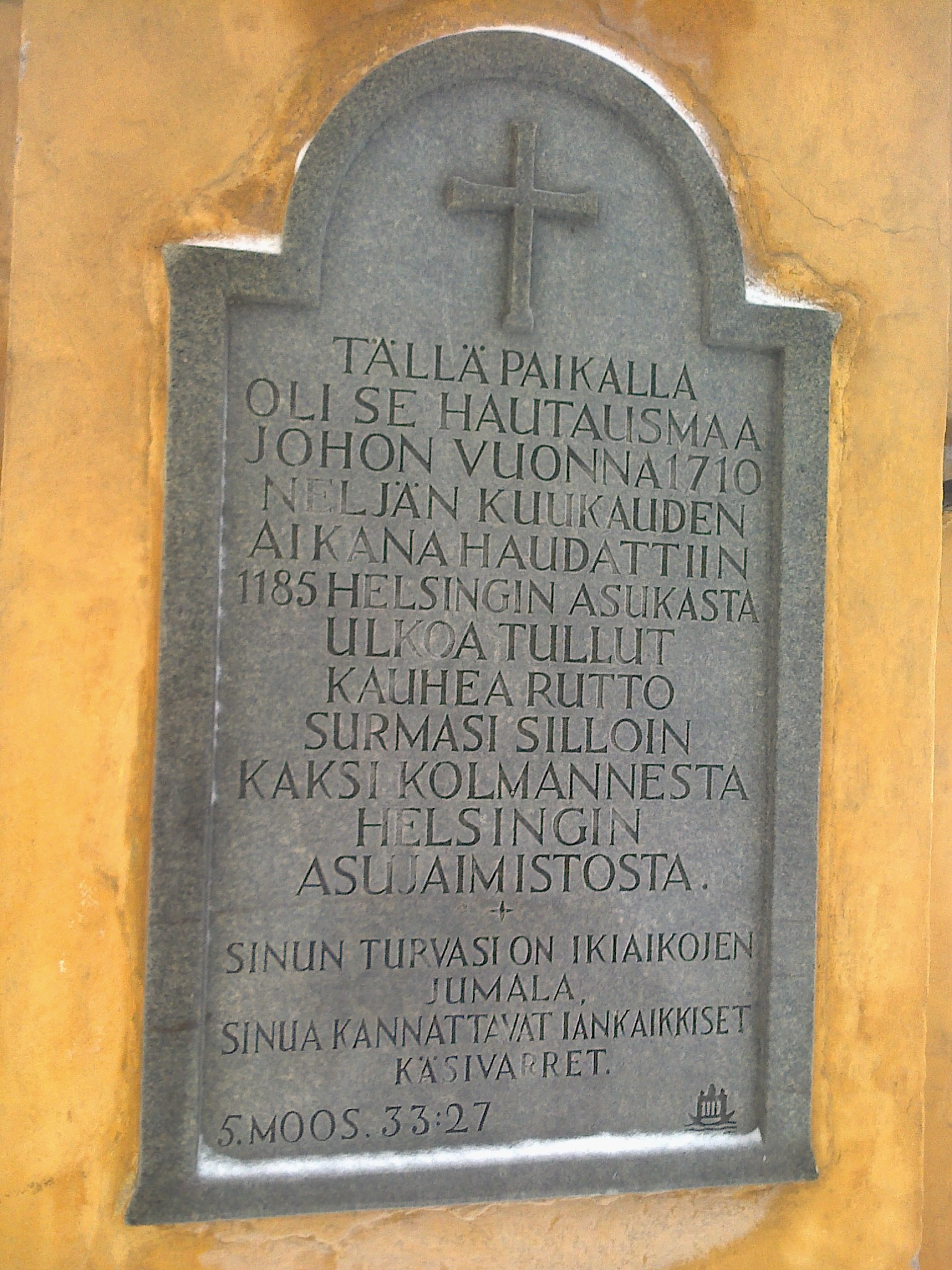
Памятная доска на воротах парка Старой церкви в Хельсинки: «На этом месте было кладбище, где в 1710 году за четыре месяца было похоронено 1185 жителей Хельсинки. Страшная чума, пришедшая из-за границы, унесла жизни тогда двух третей жителей Хельсинки.
Убежище [твое] — Бог древний, и [ты] под мышцами вечными (Второзаконие 33:27)».

Из Ливонии и Эстонии беженцы принесли чуму в Центральную Швецию и принадлежавшую шведам Финляндию. В июне 1710 года, скорее всего, на корабле из Пернау, чума прибыла в Стокгольм, где комиссия по здравоохранению (Collegium Medicum) до 29 августа отрицала, что это была чума, хотя на телах жертв с корабля были видны бубоны. Чума свирепствовала в Стокгольме до 1711 г., поражая в первую очередь женщин (45,3 % умерших) и детей (38,7 %) в более бедных кварталах за пределами Старого города. Из примерно 55 000 горожан около 22 тыс. не пережили чуму.
Из Стокгольма чума в августе и сентябре 1710 г. перешла в Уппланд, включая Уппсалу и Энчёпинг, а также в Сёдерманланд. В августе двор был эвакуирован в Салу, риксрод в сентябре — в Арбугу. В то время как в Уппланде болезнь, по-видимому, исчезла зимой, она продолжала, хотя и с меньшей интенсивностью, опустошать сельскую местность Уппланда в течение всего 1711 года, заразив, например, Вермдё, Тиллинге и Датский приход. Из Уппланда чума распространилась на юг. Йёнчепинг потерял 31 % своих жителей в 1710 и 1711 годах. Помимо «плохого воздуха» (миазмов), считалось, что животные переносят болезнь, и людям запрещалось держать домашних животных в населенных пунктах и приказывали убивать бродячих свиней.
В сентябре 1710 года корабли из Ревеля (Таллинна) перенесли чуму через Финский залив в Гельсингфорс (погибло 1185 горожан и беженцев, что составило 2/3 населения) и Борго (652 жителя города и окрестностей). Экенес и в то время крупнейший город на финском побережье Або с населением 6 тыс. человек также были заражены в сентябре 1710 г. К январю 1711 года от чумы в Або умерло 2000 жителей и беженцев. Затем чума распространилась на север и между 1710 и 1711 годами заразила города Нюстад, Раума, Бьёрнеборг, Надендал, Якобстад, Гамлакарлебю и Улеоборг как обильно расположенные сёла на линии между Улеоборгом и Каяной. Поскольку фактическая причина чумы была неизвестна, контрмеры включали бегство, вскрытие бубонов и разжигание огромных костров для снижения влажности воздуха, что, как считалось, уменьшало вероятность заражения «плохим воздухом» чумы
Остров Готланд также пострадал от чумы с 1710 по 1712 г., в его портовом городе Висбю от чумы погибло более 450 человек (1/5 населения).

### Зеландия
Уже в 1708 году датский Politi- och Kommercekollegium предложил защитить датские острова морским санитарным кордоном, со специальными портами для досмотра прибывающих из Балтийского моря судов и карантинной станцией на маленьком острове в проливе Сальтхольме между Копенгагеном в Зеландии и Мальмё в Скании. Эти меры не были реализованы сразу, так как чума ещё не достигла Балтийского побережья. Однако 16 и 19 августа 1709 года король Кристиан VI приказал осуществить пересмотренный план, и на Сальтхольме была построена карантинная станция для товаров и экипажей кораблей, прибывающих в Данию из зараженных портов Данцига и Кенигсберга, в то время как их корабли тем временем очищались в Кристиансхауне; плывущие из зараженных портов в Северное море голландские торговцы должны были платить зундскую пошлину на специальном судне у побережья в Хельсингёре. Однако, когда чума не пришла в Данию, Сальтхольм фактически перестал работать к 3 июля 1710 года, когда на станции осталось всего три человека. Главной проблемой тогда была скорее проигранная битва при Хельсингборге и агрессивный тип тифа, который отступающие датские солдаты принесли в Зеландию из Скании.
Когда прибывшие из Ливонии беженцы занесли чуму в Финляндию и Среднюю Швецию, а на южном берегу Балтийского моря чума попала в Штральзунд, встревоженный Любекский совет направил датскому правительству тревожные письма, которые после длившейся с 21 октября по 7/8 ноября дискуссии привела к решению правительства возобновить требование о карантине. Сольтхольм должен был быть снова укомплектован и оборудован, а требование карантина — распространены на суда из других зараженных портов.
Неясно, прибыла ли уже тогда чума в собиравший зундские пошлины северо-восточный порт Зеландии Хельсингёр, и где местная комиссия по здравоохранению сообщила о подозрительной серии смертей, отсчёт которым был положен с умершего 1 октября 1710 г. голландского пассажира из Стокгольма. По словам Томаса Перссона, «трудно определить, действительно ли эти случаи были связаны с чумой, даже если прогресс в моих глазах кажется очень подозрительным» в то время как Франдсен заявил: «я рискну своей шеей и предположу, что болезнь в Хельсингёре осенью 1710 года была не чумой, а (как указывают парикмахеры) формой сыпного тифа или пятнистой лихорадки».
Однако нет никаких сомнений относительно вспышки чумы в конце ноября 1710 года в населенной рыбаками, перевозчиками и лоцманами небольшой деревне Лаппен к северу от Хельсингёра. Первой приписываемой жертвой чумы стала умершая 14 ноября дочь рыбака. Пик чумы в Лаппене пришелся на 23 декабря, в январе 1711 г. она здесь прекратилась и перешла в соседний Хельсингёр. В 1711 году в Хельсингёре погибло более 1,8 тыс. человек (2/3 населения).
Несмотря на меры предосторожности, чума в конечном итоге распространилась из Хельсингёра в Копенгаген, где с июня по ноябрь 1711 г. умерло от 12 до 23 тыс. человек из примерно 60 тыс. населения. Только 19 сентября король издал указ, согласно которому жители Зеландии не должны выезжать в другие регионы Дании без специального паспорта; Зеландия и Гольштейн стали единственными регионами королевства со случаями чумы.

### Скания и Блекинге
В Сканию чума пришла 20/30 ноября 1710 г., когда зараженный лодочник из Вестано вернулся домой с флота. Регион ещё не полностью оправилась от войны 1675—1679 гг., когда её население ещё больше ослабло из-за эпидемии кори в 1706 г., неурожая и вспышки оспы в 1708—1709 гг., вторжения датской армии в 1709 г. и её изгнания после битвы при Хельсингборге, призыва в шведскую армию и вспышки тифа в 1710 г. В то время как Скания была защищена от инфекции с севера санитарным кордоном между ней и Смоландом, чума пришла с моря и обрушилась на берег не только в Вестано, но и в январе 1711 года в Домстене в округе Аллерум, где местные жители игнорировали запрет на контакты со своими родственниками и друзьями на датской стороне пролива, особенно в зараженной зоне вокруг Хельсингёра. Третьим отправным пунктом чумы в Скании был Истад, куда 19 июня из шведской Померании прибыл зараженный солдат. Чума оставалась в Скании до 1713 г., вероятно, до 1714 г.
В Блекинге чума появилась в августе 1710 г. в результате переброски армии из и в центральную военно-морскую базу Карлскруну. К началу 1712 г. в Карлскруне, Карлсхамне и других населенных пунктах Блекинга погибло около 15 тыс. солдат и мирных жителей.

### Бремен, Бремен-Верден, Гамбург и Гольштейн
Во время войны северо-запад Священной Римской империи был лоскутным одеялом со шведским владением Бремен-Верден, расположенным между в значительной степени автономными городами Бремен и Гамбург, граничащим на юге с курфюршеством Ганновер, а к северу — герцогством Гольштейн, разделенным на управляемый датчанами Гольштейн-Глюкштадт и герцогство Гольштейн-Готторп, чей герцог Карл Фредерик был двоюродным братом и союзником Карла XII, в то время как датские войска оккупировали его часть герцогства, потревоженную только маршем Стенбока из Вакенштадта в Тённинг в 1713 г.. Гамбург и Бремен были переполнены беженцами, а Бремен вдобавок страдал от эпидемии оспы, унесшей жизни 1390 детей в 1711 г.
Из Копенгагена чума заразила несколько мест в Гольштейне, и хотя неясно, были ли датские корабли впервые доставлены во Фридрихсорт, Рендсбург или Лабё, и были ли Шлезвиг и Фленсбург заражены по отдельности, именно датская армия принесла чуму в Гольштейн. Помимо портов, зараженные города включали Итцехо, Альтону, Кроп и Глюкштадт, в Киле чума ограничилась замком и пощадила город. Чума также вспыхнула в соседнем Бремен-Вердене, к началу июля 1712 года заражению подверглась его столица Штаде, 7 сентября капитулировавшая перед вошедшими в Бремен-Верден 31 июля датчанами. Чума, как и в ранее шведской Ливонии и Эстонии, была основной причиной сдачи городов.

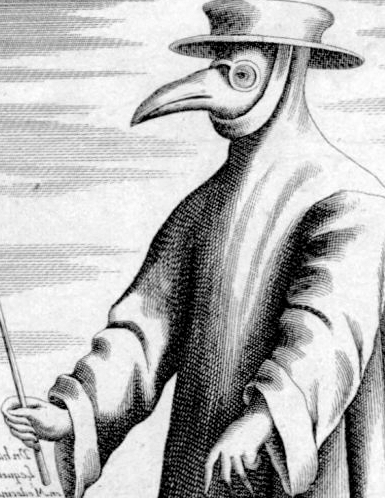
Маска чумного доктора в форме клюва.

Весной и летом 1712 года чума также вспыхнула в Грёпелингене на бременской территории. Городской совет преуменьшил случаи чумы, чтобы не навредить торговле, но создал комиссию по здравоохранению и чумной дом для карантинных мер. Изоляция инфицированных не предотвратила распространение чумы в Бремене, но уменьшила количество смертей, которые в 1712 г. составляли в Грёпелингене с населением в 360 и 28 тыс. человек составляли 56 и 12. Однако чума вернулась в Бремен в 1713 г., унеся жизни ещё 180
Гамбург пострадал гораздо сильнее. Когда летом 1712 u/ чума достигла Пиннеберга и Реллингена к северу от территории Гамбурга, город ограничил поездк к себе, что датский король использовал как предлог для окружения Гамбурга своими войсками и конфискации его судов на реке Эльбе, требуя 500 тыс. талеров (позже сумма снижена до 246 тыс. таллеров) в качестве компенсации за предполагаемую дискриминацию его подданных в Альтоне. 12 тыс. датских солдат двинулись к воротам Гамбурга. Менее чем через три недели в городе вспыхнула чума, занесённая от датских войск проституткой из гамбургского переулка Геркенсхоф, где из 53 человек заболело 35 и умерло 18. Переулок был перекрыт и изолирован; однако карантин не смог предотвратить распространение болезни по плотно застроенным микрорайонам. Среди погибших был чумной доктор Маджус, принадлежавший к тем врачам, которые носили маску в форме клюва с пропитанной уксусом губкой для защиты от миазмов. В декабре чума утихла.
В январе 1713 г. шведская армия Стенбока прошла через Гамбург и сожгла соседний город Альтона, который, в отличие от Гамбурга, отказался платить контрибуцию. В Альтоне от чумы погибло 1 тыс. человек, в том числе 300 евреев, а Гамбург оставался свободным от чумы до июля и не принимал беженцев из Альтоны. Всего через неделю после того, как шведская армия прошла через Гамбург, в город вошла русская армия во главе с Петром Великим. По словам Франдсена, царь «резвился в Гамбурге, пока его войска грабили пригороды»
Когда в августе 1713 г. снова вспыхнула чума, она была гораздо серьёзнее, чем пережитая жителями Гамбурга годом ранее, а тем временем вернувшаяся датская армия установила санитарный кордон вокруг города. Оцеплением руководил майор фон Ингверслебен, который боролся с чумой в Хельсингёре и эффективно предотвратил повторное распространение чумы в Гольштейне. Когда в марте 1714 г. чума в Гамбурге наконец пошла на убыль, от этой болезни умерло около 10 тыс. человек..

## Габсбургская монархия и Бавария
Из Польши в 1708 году произошло три вторжения чумы в Силезию (тогда принадлежавшую королевству Богемия в составе Габсбургской монархии): сначала в Георгенберге из-за краковского возчика, но успешно сдерживаемая; затем в Розенберге с гибелью 860 жителей из 1,7 тыс.; а также в двух деревнях возле Милича, откуда перешло в близлежащие земли Вартенберга. После поражения шведов под Полтавой в 1709 году в силезские окраины прибыли беженцы из Польши, в том числе часть шведско-польского корпуса Иосифа Потоцкого, а также их русские преследователи. Это привело к заражению 25 деревень в районе Оэлса и Милича, и хотя к февралю 1710 г. чума, казалось, утихла, с весны 1710 г. по зиму 1711 г. новая вспышка унесла более 3 тыс. жителей Оэлса и соседних деревень. В 1712 году чума в последний раз проникла в Силезию из польских Здунов, заразив деревню Лузин близ Оэльса и убив 14 человек, прежде чем исчезла в начале 1713 г. Одновременно с чумой в Силезии была также чума крупного рогатого скота.
Чума распространилась и на другие территории Габсбургской монархии. В 1713 г. сильно пострадали Богемия (где в одной столице Праге умерло 37 тыс. человек), и Австрии, чума также поразила Моравию и Венгрию.
С территорий Габсбургов чума проникла в курфюршество Бавария, заразив в 1713 году также вольные имперские города Нюрнберг и Регенсбург (резиденция имперского сейма).

## Статистика
| Город/место                  | Чумные годы                        | Пик                                   | Население          | Число смертей (абсолютные)  | Число населения (процент от населения) | Источник         |
| ---------------------------- | ---------------------------------- | ------------------------------------- | ------------------ | --------------------------- | -------------------------------------- | ---------------- |
| Данциг                       | март 1709 — декабрь 1709 г.        | август 1709 — сентябрь 1709 г.        | 50 тыс.            | 24 ,533                     |                                        | Kroll & Gabinsky |
| Данциг                       |                                    | 1709 г.                               | ок. 50 тыс.        |                             | 50-65 %                                | Kroll (2006)     |
| Данциг с учётом окрестностей |                                    |                                       |                    | 32 599                      |                                        | Kroll & Gabinsky |
| Вильнюс                      | 1709-1713 гг.                      | 1709-1710 гг.                         |                    | 23 −33,7 тыс. (1709-10 гг.) |                                        | Frandsen (2009)  |
| Кенигсберг                   | август 1709 — сер. 1710 г.         | октябрь 1709- декабрь 1709 г.         | 35 −40 тыс.        | более 9,5 тыс.              |                                        | Kroll & Gabinsky |
| Кенигсберг                   |                                    | 1709 г.                               | ок. 35 тыс.        |                             | 20-25 %                                | Kroll (2006)     |
| Штеттин                      | осень 1709—1711 гг.                |                                       | 11 −12 тыс.        | 1,650 −2,2 тыс.             |                                        | Kroll & Gabinsky |
| Штеттин                      |                                    | 1710 г.                               | ок. 11 тыс.        |                             | 15-20 %                                | Kroll (2006)     |
| Мемель                       | сентябрь 1709—1710 гг.             | 1710 г.                               |                    | 1 401                       |                                        | Kroll & Gabinsky |
| Тильзит                      | 1710 г.                            | июнь 1710 — октябрь 1710 гг.          |                    | 1 883                       |                                        | Kroll & Gabinsky |
| Старгард                     | 1710-1711 гг.                      |                                       | ок. 7 тыс.         | 200 — 380                   |                                        | Kroll & Gabinsky |
| Старгард                     |                                    | 1710 г.                               | ок. 7 тыс.         |                             | 3-5 %                                  | Kroll (2006)     |
| Нарва                        | June 1710 — late 1711              |                                       | ок. 3 тыс.         |                             |                                        | Kroll & Gabinsky |
| Рига                         | май 1710 — конец 1711 гг.          |                                       | 10 455             | 6,3-7,35 тыс.               |                                        | Kroll & Gabinsky |
| Рига                         |                                    | 1710 г.                               | ок. 10,5 тыс.      |                             | 60-70 %                                | Kroll (2006)     |
| Пернау                       | июль 1710 — конец 1710 гг.         |                                       | 3 тыс.             | 1,1-1,2 тыс.                |                                        | Kroll & Gabinsky |
| Пернау                       |                                    | 1710                                  | 1,7 тыс.           |                             | 65-70 %                                | Kroll (2006)     |
| Ревель с пригородами         | август 1710 — декабрь 1710 гг.     |                                       | 9 801              | 6 тыс. −7 646               |                                        | Kroll & Gabinsky |
| Ревель с пригородами         |                                    | 1710 г.                               | 10 тыс.            |                             | 55-70 %                                | Kroll (2006)     |
| Ревель с окрестностями       |                                    |                                       |                    | 20 тыс.                     |                                        | Kroll & Gabinsky |
| Штральзунд                   | август 1710 — апрель 1711 г.       | сентябрь 1710 — ноябрь 1710 г.        | ок. 6,5 — 8,5 тыс. | 1 750 — 2 800               |                                        | Kroll & Gabinsky |
| Штральзунд                   |                                    | 1710 г.                               | ок. 7 тыс.         |                             | 25-40 %                                | Kroll (2006)     |
| Стокгольм                    | июль/август 1710 — февраль 1711 г. | сентябрь 1710 — ноябрь 1710 г.        | ок. 50 — 55 тыс.   | 18 — 23 тыс.                |                                        | Kroll & Gabinsky |
| Стокгольм                    |                                    | 1710                                  | ок. 55 тыс.        |                             | 33-40 %                                | Kroll (2006)     |
| Висби                        | 1710 — 1711 гг.                    |                                       | ок. 2 — 2,5 тыс.   | 459-625                     |                                        | Kroll & Gabinsky |
| Висби                        |                                    | 1711 г.                               | ~ок. 2,5 тыс.      |                             | 20-25 %                                | Kroll (2006)     |
| Линчёпинг                    | октябрь 1710 — декабрь 1711 г.     | ноябрь 1710 г., июль — август 1711 г. | ок. 1,5 тыс.       | 386 — 500                   |                                        | Kroll & Gabinsky |
| Линчёпинг с окрестностями    |                                    |                                       |                    | 1 772                       |                                        | Kroll & Gabinsky |
| Хельсингёр                   | ноябрь 1710 — лето 1711 г.         |                                       | ок. 4 тыс.         | 862                         |                                        | Kroll & Gabinsky |
| Йёнчёпинг                    | декабрь 1710 — конец 1711 г.       |                                       | ок. 2,5 тыс.       | 872 — 1 тыс.                |                                        | Kroll & Gabinsky |
| Копенгаген                   | июнь — ноябрь 1711 г.              | август — октябрь 1711 г.              | ок. 60 тыс.        | 12 — 23 тыс.                |                                        | Kroll & Gabinsky |
| Копенгаген                   |                                    | 1711                                  | ~60,000            |                             | 20-35 %                                | Kroll (2006)     |
| Истад                        | июнь 1712 — конец 1712 г.          |                                       | ок. 1,6 — 2,3 тыс. | 750                         |                                        | Kroll & Gabinsky |
| Мальмё                       | июнь 1712 — конец 1712 г.          | август 1712 г.                        | ок. 5 тыс.         | 1,5 — 2 тыс.                |                                        | Kroll & Gabinsky |
| Мальмё                       |                                    | 1712                                  | ~55,000            |                             | 30-40 %                                | Kroll (2006)     |
| Гамбург                      | 1712-1714 гг.                      | август — октябрь 1711 г.              | ок. 70 тыс.        | 9 −10 тыс.                  |                                        | Kroll & Gabinsky |
| Гамбург                      |                                    | 1713                                  | ок. 70 тыс.        |                             | 10-15 %                                | Kroll (2006)     |

### Цитаты
1. 1 2  Frandsen (2009), p. 13.
2. 1 2  Byrne (2012), p. xxi.
3. ↑  Byrne (2012), p. xxii.
4. ↑  Byrne (2012), p. 322; for the Circum-Baltic Frandsen (2009), title and Kroll (2006), p. 139.
5. ↑  Sticker (1908), pp. 208—209.
6. 1 2 3 4 5 6 7 8  Frandsen (2009), p. 20.
7. ↑  Sticker (1908), pp. 209 ff.
8. ↑  Sticker (1908), pp. 210 ff.
9. 1 2 3 4  Sticker (1908), p. 213.
10. ↑  Munzar (1995), p. 167.
11. ↑  O’Connor (2003), p. 19.
12. ↑  Lenke (1964), p. 3: «the winter of 1708/09 must have been the coldest hitherto known in Central Europe;» in detail pp. 27-35.
13. ↑  Frandsen (2006), p. 205.
14. ↑  Frost (2000), p. 273; Frandsen (2009), p. 20; details of the battle locations in Hatton (1968), pp. 183—184.
15. ↑  Frandsen (2009), pp. 20, 495; Sahm (1905), p. 35; Gottwald (1710), p. 1: «So wie mir berichtet worden/und ich von glaubwürdigen Leuten aus dem Lande selbst erfahren können […]».
16. 1 2 3  Burchardt et al. (2009), p. 80.
17. ↑  Frandsen (2009), p. 20; Burchardt et al. (2009), p. 82.
18. ↑  Burchardt et al. (2009), p. 82.
19. ↑  Frandsen (2009), p. 25.
20. ↑  Frandsen (2009), p. 24.
21. 1 2 3 4 5  Frandsen (2009), p. 33.
22. ↑  Sahm (1905), p. 35; Frandsen (2009), p. 33.
23. ↑  Sahm (1905), pp. 35-38.
24. ↑  detailed in Sahm (1905), p. 38; cf. Frandsen (2009), p. 33.
25. 1 2  Sahm (1905), p. 38.
26. ↑  Frandsen (2009), p. 38
27. 1 2 3  Kroll & Gabinsky (retrieved 2012): Danzig. Архивная копия от 3 июля 2007 на Wayback Machine
28. 1 2  Frandsen (2009), p. 23.
29. 1 2 3 4 5  Frandsen (2009), p. 27.
30. ↑  Frandsen (2009), pp. 27, 31.
31. 1 2  Frandsen (2009), p. 26.
32. ↑  Frandsen (2009), pp. 26-27.
33. ↑  Frandsen (2009), p. 28.
34. 1 2  Frandsen (2009), p. 34, Herden (2005), p. 66.
35. 1 2  Frandsen (2009), p. 35.
36. 1 2  Herden (2005), p. 66.
37. 1 2  Kroll & Gabinsky (retrieved 2012): Königsberg. Архивная копия от 3 июля 2007 на Wayback Machine
38. 1 2 3 4 5 6 7 8 9 10 11 12 13 14  Kroll (2006), p. 137.
39. 1 2 3  Frandsen (2009), p. 29.
40. 1 2  Frandsen (2009), p. 31.
41. 1 2 3  Kroll (2006), p. 138.
42. 1 2 3 4  Kossert (2005), p. 96.
43. ↑  Kroll (2006), p. 138; Kossert (2005), p. 96.
44. ↑  Kossert (2005), p. 96: «Die Pest hatte leichte Beute, denn die körperliche Verfassung der bäuerlichen Bevölkerung war erbärmlich.»
45. 1 2  Kossert (2005), p. 107.
46. 1 2 3  Kossert (2005), p. 109.
47. ↑  Kossert (2005), pp. 104—110.
48. ↑  Jaeckel (1999), p. 14.
49. ↑  Jaeckel (1999), p. 15.
50. 1 2  Jaeckel (1999), p. 16.
51. ↑  Jaeckel (1999), p. 18.
52. ↑  Schwartz (1901), pp. 53-79.
53. 1 2 3  Göse (2009), p. 165.
54. 1 2 3 4  bei der Wieden (1999), p. 13.
55. 1 2 3 4 5  Thiede (1849), p. 782.
56. ↑  Thiede (1849), pp. 781—782.
57. 1 2 3  Zapnik (2008), p. 228.
58. ↑  Englund (2002), pp. 65-66.
59. ↑  Schöning (1837), pp. 46-107, esp. pp. 68ff.
60. ↑  Schöning (1837), pp. 68ff, esp. p. 91.
61. ↑  Schöning (1837), p. 96.
62. ↑  bei der Wieden (1999), p. 12.
63. 1 2 3 4 5 6 7 8  Frandsen (2009), p. 41.
64. 1 2 3 4  Frandsen (2009), p. 43.
65. ↑  Frandsen (2009), p. 49.
66. ↑  Frandsen (2009), pp. 60-61.
67. 1 2  Frandsen (2009), p. 61.
68. 1 2  Frandsen (2009), p. 62.
69. ↑  Frandsen (2009), p. 80; Engström (1994), p. 38.
70. ↑  Frandsen (2009), pp. 66-67.
71. ↑  Frandsen (2009), pp. 67-68.
72. 1 2  Frandsen (2009), p. 68.
73. 1 2 3 4  Persson (2011), p. 21.
74. ↑  Frandsen (2009), pp. 68-69.
75. 1 2  Svahn (retrieved 2012): Pesten i Jönköping. Архивная копия от 21 августа 2010 на Wayback Machine
76. 1 2 3 4 5  Vuorinen (2007), p. 55.
77. 1 2 3  Engström (1994), p. 38.
78. 1 2  Bohn (1989), p. 83.
79. 1 2  Frandsen (2009), p. 72.
80. ↑  Frandsen (2009), p. 74-76.
81. 1 2  Frandsen (2009), p. 79.
82. 1 2 3  Frandsen (2009), p. 80.
83. ↑  Frandsen (2009), p. 107.
84. ↑  Frandsen (2009), pp. 135—138, Persson (2001), pp. 167—168.
85. 1 2  Persson (2001), p. 168
86. ↑  Frandsen (2009), p. 138
87. ↑  Frandsen (2009), pp. 140, 151.
88. ↑  Frandsen (2009), p. 151.
89. ↑  Frandsen (2009), p. 92.
90. ↑  Frandsen (2009), p. 82.
91. 1 2  Kroll & Gabinsky (retrieved 2012): Kopenhagen. Архивная копия от 3 июля 2007 на Wayback Machine
92. 1 2 3  Frandsen (2009), p. 475.
93. 1 2 3  Frandsen (2009), p. 469
94. 1 2  Frandsen (2009), p. 470
95. ↑  Persson (2011), pp. 3, 21-22.
96. ↑  For Gottorp and Stenbock, cf. Frandsen (2009), p. 475.
97. 1 2 3 4 5  Frandsen (2009), p. 483.
98. ↑  Winkle (1983), p. 4.
99. ↑  Frandsen (2009), p. 476, Winkle (1983), p. 4.
100. ↑  Ulbricht (2004), pp. 271—272.
101. ↑  Frandsen (2009), p. 476
102. ↑  Frandsen (2009), pp. 476, 483; Winkle (1983), p. 4.
103. 1 2  Frandsen (2009), p. 484.
104. 1 2 3  Winkle (1983), p. 5.
105. ↑  Frandsen (2009), p. 480; Ulbricht (2004), p. 300; Winkle (1983), p. 5: «300,000» thalers.
106. ↑  Winkle (1983), p. 6; Frandsen (2009), p. 480: «a quarter of a million.»
107. ↑  Frandsen (2009), p. 480; Ulbricht (2004), p. 300; Winkle (1983), p. 5.
108. ↑  Frandsen (2009), p. 480; Winkle (1983), pp. 5-6.
109. 1 2  Frandsen (2009), p. 480; Winkle (1983), p. 6.
110. 1 2  Winkle (1983), p. 6.
111. 1 2  Frandsen (2009), p. 480; Winkle (1983), p. 7.
112. 1 2 3 4 5 6  Frandsen (2009), p. 480.
113. ↑  Winkle (1983), p. 7.
114. ↑  Frandsen (2009), p. 480; Winkle (1983), p. 8.
115. 1 2 3  Lorinser (1837), p. 437
116. 1 2 3 4 5  Lorinser (1837), p. 438
117. ↑  Helleiner (1967), p. 60
118. ↑  Helleiner (1967), p. 60; Lorinser (1837), p. 437.
119. ↑  Kroll & Gabinsky: Stettin. Архивная копия от 3 июля 2007 на Wayback Machine
120. ↑  Kroll & Gabinsky: Memel. Архивная копия от 3 июля 2007 на Wayback Machine
121. ↑  Kroll & Gabinsky: Tilsit. Архивная копия от 3 июля 2007 на Wayback Machine
122. ↑  Kroll & Gabinsky: Stargard. Архивная копия от 3 июля 2007 на Wayback Machine
123. ↑  Kroll & Gabinsky: Narva. Архивная копия от 3 июля 2007 на Wayback Machine
124. ↑  Kroll & Gabinsky: Riga. Архивная копия от 3 июля 2007 на Wayback Machine
125. ↑  Kroll & Gabinsky: Pernau. Архивная копия от 3 июля 2007 на Wayback Machine
126. 1 2  Kroll & Gabinsky: Reval. Архивная копия от 3 июля 2007 на Wayback Machine
127. ↑  Kroll & Gabinsky: Stralsund. Архивная копия от 3 июля 2007 на Wayback Machine
128. ↑  Kroll & Gabinsky: Stockholm. Архивная копия от 3 июля 2007 на Wayback Machine
129. ↑  Kroll & Gabinsky: Visby. Архивная копия от 3 июля 2007 на Wayback Machine
130. 1 2  Kroll & Gabinsky: Linköping. Архивная копия от 3 июля 2007 на Wayback Machine
131. ↑  Kroll & Gabinsky: Helsingør. Архивная копия от 3 июля 2007 на Wayback Machine
132. ↑  Kroll & Gabinsky: Jönköping. Архивная копия от 3 июля 2007 на Wayback Machine
133. ↑  Kroll & Gabinsky: Ystad. Архивная копия от 3 июля 2007 на Wayback Machine
134. ↑  Kroll & Gabinsky: Malmö. Архивная копия от 3 июля 2007 на Wayback Machine
135. ↑  Kroll & Gabinsky: Hamburg. Архивная копия от 3 июля 2007 на Wayback Machine